# Un cavaliere per Natale
Un cavaliere per Natale (The Knight Before Christmas) è un film del 2019 diretto da Monika Mitchell.

## Trama
Brooke è un'insegnante di scienze estremamente disillusa riguardo all'amore; mentre guida la propria macchina, compare all'improvviso davanti a lei un uomo che indossa un'armatura. I due fanno conoscenza, e Brooke scopre che il giovane si chiama Cole Christopher Frederick Lyons, è un cavaliere proveniente dal XIV secolo ed è giunto nel futuro a causa dell'incantesimo di una strega. Cercando di risolvere la situazione, i due iniziano però a sentirsi attratti l'un l'altro.

## Distribuzione
Un cavaliere per Natale è stato distribuito da Netflix a partire dal 21 novembre 2019, in tutti i paesi nei quali il servizio è disponibile.